# Skerries
Skerries (forma anglicizzata) o Na Sceirí (in irlandese)) è una cittadina nella contea di Fingal, in Irlanda.